# Fakkeltog
Fakkeltog è il primo ed unico album del gruppo musicale norvegese Bridges.
Questo album è stato autoprodotto ed è un'autentica rarità per i collezionisti che amano la musica degli a-ha, gruppo di cui Paul Waaktaar-Savoy e Magne Furuholmen sono fondatori.
Nel 2018 è stato pubblicato un secondo lavoro di questa band, Våkenatt registrato nel 1981.

## Formazione
- Paul Waaktaar-Savoy: voce, chitarra, autore
- Magne Furuholmen: sintetizzatore
- Viggo Bondi: basso
- Øystein Jevanord: batteria

## Tracce
1. The Oncoming of Day (strumentale) - 2:07
2. Somebody's Going Away - 3:01
3. May the Last Dance Be Mine - 2:33
4. Divided We Fall - 2:14
5. Vagrants - 1:56
6. The Stranger's Town - 9:58
7. Pavilion of the Luxuriant Trees - 2:35
8. The Oncoming of Night (strumentale) - 0:47
9. The Vacant - 3:30
10. Guest on Earth - 3:23
11. Death of the Century - 2:59
12. The Melancolic Chevaliers - 3:00
13. Scared, Bewildered, Wild - 1:38
14. Every Mortal Night - 3:22
15. September - 5:19